# Mutabor
Mutabor ist eine Band aus Berlin, die 1991 gegründet wurde.

## Stil
Mit ihrem Stilmix aus Punk-Rock und verschiedenen Folk-Einflüssen werden Mutabor seit ihrer ersten offiziellen Veröffentlichung Mutabor (1997) oft als deutsche Vertreter des Folk-Punk geführt. Mit der zweiten offiziellen Veröffentlichung JaJa (2001) erweiterte die Band ihr musikalisches Spektrum in Richtung Rock, Reggae und Ska.

## Bandname
Der Name leitet sich aus dem Lateinischen ab – mutabor bedeutet „ich werde verwandelt werden“. Der gleichlautende Zauberspruch aus dem Märchen Kalif Storch von Wilhelm Hauff diente als Inspiration für die Namensgebung.

## Bandgeschichte
1990 trafen sich Axel Steinhagen, Sänger, Songschreiber und späterer Kopf der Band, und Tilmann Walter in ihrer Heimatstadt Wismar und beschlossen zusammen mit einem Flötisten und einer Akkordeonistin eine Band zu gründen. Das Programm umfasste alte Studenten- und Kneipenlieder aus dem Liederbuch Der schräge Turm. Anfangs hatte die Band keinen Namen, dann nannte sie sich Bürgerwehr. Es folgten Auftritte in Studentenklubs.
Im Herbst 1991 gingen Axel Steinhagen und Tilmann Walter nach Berlin, um dort zu studieren und weiterhin Musik zu machen. Übers Schwarze Brett der Uni kamen 1991 die Violinistin Helen Bauerfeind und die Flötistin Katja Kühler dazu. In dieser Zeit begann Axel Steinhagen auch eigene Musikstücke in deutscher Sprache für die Gruppe zu schreiben. 1992 verließ Katja Kühler die Band und wurde durch Anita Ratai ersetzt. Seit 1992 nennt sich die Band offiziell Mutabor.
1993 wurde Mutabor um Markus Gerhards, der zunächst auf einem eigens für die Band hergestellten Schlagzeug spielte, erweitert. (Nach dem Weggang von Tilmann Walter im Jahr 1996 wechselte er zur E-Gitarre.) Man begann durch Deutschland, Österreich, die Schweiz und Tschechien zu touren.
Zwischen 1993 und 1994 nahm die Band in einem Kreuzberger Studio bei mehreren Aufnahme-Sessions Stücke für die mittlerweile in Sammlerkreisen sehr begehrten MCs Homunkulus (1993) bzw. Homunculus (1994) auf. Diese wurden nie in großem Maßstab vertrieben, sondern lediglich bei Konzerten angeboten. Einige Stücke daraus veröffentlichte die Gruppe drei Jahre später auf ihrem ersten Album, unter anderem den Song Es gibt keine Liebe, der zum Markenzeichen der Band wurde. Die alten Versionen unterscheiden sich allerdings teilweise erheblich von den Albumtiteln, da die Band in ihrer frühen Zeit ohne Bass und ohne herkömmliches Schlagzeug spielte.

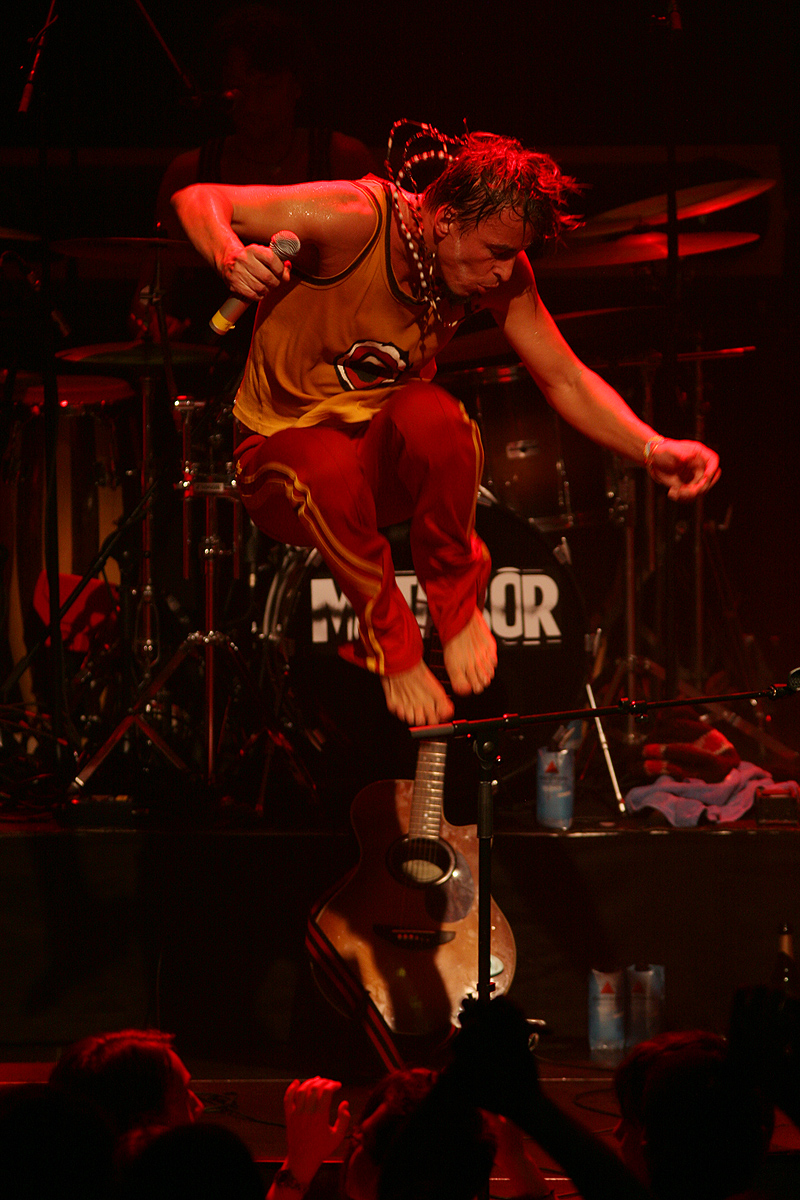
Mutabor 2009 live in Berlin:
Axel Steinhagen

Ende 1994 wurde der Produzent David Bronner bei einem Konzert im Berliner Café Zapata auf die Band aufmerksam und nahm mit ihr in Wien in Eigenregie ein Album auf, was bis 1997 als MC und unter dem Titel Dreh dich, Tanz! ebenfalls nur auf Konzerten verkauft wurde. Es folgte ein Plattenvertrag mit der Virgin Deutschland. 1997 erschien das offizielle Debüt Mutabor, das zum großen Teil identisch mit vorausgegangener MC ist. Viele der auf dem Album veröffentlichten Stücke wie Liebe, Lump und Amsterdam zählen bis heute zu den Mutabor-Klassikern und dürfen bei keinem Konzert fehlen.
1995 kam der ebenfalls aus Wismar stammende Jens-Uwe Zietz als Bassist dazu. Mit der Instrumentierung von damals – Gesang, Flöte, Violine, Gitarre, Bass und Schlagzeug – spielen Mutabor bis heute.
Die ersten Produktionen waren gekennzeichnet durch den typischen Blockflötenpunkrockfolk-Stil – ein Begriff, der seinerzeit von einem Musik-Kritiker kreiert wurde und heute noch verwandt wird, um die Spielart der Band zu charakterisieren. Später traten Elemente verschiedenster Musikrichtungen, zum Beispiel Reggae, Ska und Pop, hinzu.

2001: Helen Bauerfeind, Axel Steinhagen, Anita Ratai (v. l. n. r.)

Im Jahr 2000 produzierten Mutabor auf ihrem eigenen Label MakanaBeatRecords das Mini-Album Das Eine, dieses erschien ähnlich wie Homunkulus nur als Fan-Edition in limitierter Stückzahl. Die meisten Stücke daraus wurden 2001 in leicht veränderter Form auch auf dem zweiten regulären Album der Band mit dem Titel JaJa veröffentlicht. Es folgten 2003 das Doppelalbum Mutabor Live (im selben Jahr verließ Anita Ratai wegen einer Babypause vorübergehend die Band), 2004 das Album Individuum und 2005 die DVD Mutology. Unter dem Motto Lieder werden wahr organisierte die Band im Jahr 2005 eine Reise mit 250 Fans nach Amsterdam. Nach der EP Willkommen in der Schablone (Rabazco Records) löste sich Mutabor 2006 vorerst auf. Das Abschiedskonzert vom 7. Juli 2006 im Berliner Yaam erschien 2007 als DVD unter dem Titel Amazegenalo.
Steinhagen veröffentlichte 2008 unter dem Pseudonym Axl Makana bei Stock&Stein sein erstes Solo-Album Ich ist ein anderer. Bei den Konzerten, die Axl Makana regelmäßig zwischen 2007 und 2008 mit seiner Band Ohrkesta gab, kam es immer wieder zu Gastauftritten von Helen Bauerfeind und Anita Ratai. Dies gab den Anstoß zur Wiedervereinigung Mutabors im Jahr 2009. Unter dem Motto Die Geister, die ich rief begab sich die Gruppe auf Tour durch ganz Deutschland. Danach verließ Helen Bauerfeind die Band.
Zwischen November 2009 und Mai 2010 entstand im Berliner Phlexton-Studio das bisher letzte Studio-Album. Das Blaue erschien am 1. Oktober 2010 bei Buschfunk. Nach Absolvierung der Das Blaue-Tour stellte die Band ihre Zusammenarbeit
im September 2011 erneut ein.
2011 verließ Daniel Hoffknecht die Band und Sascha Conrad kam als neuer Gitarrist.
Anlässlich des 22-jährigen Bestehens wurde von Oktober bis Dezember 2012 in Berlin und Wien – wiederum von David Bronner (A) – das Anthology- bzw. Best-Of-Album Her mit dem schönen Leben produziert, das auch 3 Neuproduktionen enthält. Es erschien am 1. März 2013 bei MakanaBeatRecords/Soulfood. Gleichzeitig startete die Tour Her mit dem schönen Leben.
2013 verließ Pay Kohn die Band und Stephan Zelzer (ehemals Jeanette Biedermann, Peter Schilling, Remo, Freeze) wurde neuer Bassist von Mutabor.
2021 verließ Sascha Conrad die Band. 2022 wurde Mathias „Matze“ Jechlitschka (ehemals Ohrbooten) neuer Gitarrist bei Mutabor.
2023 kehrte Sascha Conrad als Gitarrist zu Mutabor zurück.

## Diskografie

### Alben
- 1997: Mutabor (Virgin/EMI)
- 2000: Das E1ne (MakanaBeatRecords)
- 2001: JaJa (MakanaBeatRecords)
- 2003: Live (Doppelalbum; MakanaBeatRecords)
- 2004: Individuum (Rabazco Records/Soulfood)
- 2010: Das Blaue (Buschfunk)
- 2013: Her mit dem schönen Leben (Anthology-CD; MakanaBeatRecords/Soulfood)
- 2022: Rebel (MakanaBeatRecords)

### Sonstiges
- 1993: Homunkulus (MC)
- 1994: Homunculus (MC)
- 1995: Dreh Dich, Tanz! (MC)
- 2005: Mutology (DVD; MakanaBeatRecords)
- 2006: Willkommen in der Schablone (EP; Rabazco Records)
- 2007: Amazegenalo (Live-DVD; MakanaBeatRecords)
- 2017: Euphoria (EP; MakanaBeatRecords)